# 武政太郎

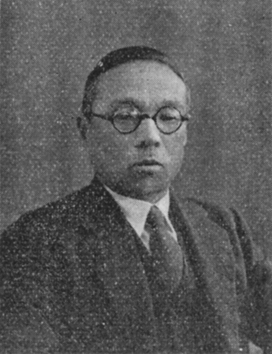
武政太郎

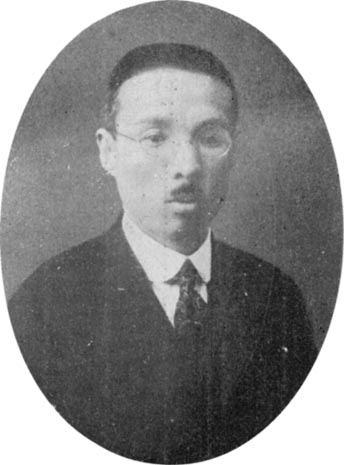
武政太郎

武政 太郎（たけまさ たろう、1887年1月13日 - 1965年1月7日）は、日本の心理学者。

## 来歴
岡山県出身。1921年東京高等師範学校卒、27年東京帝国大学文学部心理学科卒。大学院在籍、29年東京文理科大学助教授、教授。31－33年ドイツ・ロストック大学に学ぶ。1942年「学習心理の研究」で東京文理科大学文学博士。神奈川大学教授、大妻女子大学教授、講談社児童相談所長。

## 著書
- 『教育原理批判』 松邑三松堂、1921
- 『小さい西洋教育史』 広文堂、1927
- 『教育学の基本問題』 中文館書店、1930
- 『日本の子供』子供研究叢書、日本両親再教育協会、1930
- 『新教育学概論』 中文館書店、1930
- 『個性調査法』 培風館、1931
- 『論理学概論』 中文館書店、1931
- 『教育心理学要論』 培風館、1936
- 『児童学要説』子供の研究と教育叢書、刀江書院、1937
- 『発達心理学』 培風館、1938
- 『新教科書に立脚せる算術学習の心理と其取扱』 モナス、1939
- 『読書の心理』 培風館、1939
- 『発達心理学要論』 培風館、1939
- 『国民教育の心理』 賢文館 革新教育叢書、1940
- 『幼児の心理と教育』 藤井書店、1943
- 『最新発達心理学』 世界社、1948-50
- 『教育心理学』 教育科学社、1949
- 『児童心理学』 教育科学社、1949
- 『標準テストの手引』 明治図書出版社、1949
- 『比較学習心理学』 東洋書館、1950
- 『算数の心理』 金子書房 教育心理学全書、1951
- 『知能診断検査法 幼稚園・小学校用』 明治図書出版、1951
- 『心理学概説』 金子書房、1952
- 『愛児の知能テスト』 大日本雄弁会講談社 実用家庭百科、1953
- 『総説発達心理学』 講談社、1958

### 共著
- 『新制論理学』入沢宗寿共著、東京開成館、1925
- 『論理学』入沢宗寿共著、内外書房、1925
- 『児童教育講座 第7巻 幼児の教育』中野佐三共著、叢文閣、1936
- 『簡明世界哲学史』野村佐一郎共著、藤井書店、1939
- 『知能検査法 武政・びねー式』アルフレッド・ビネー共著、世界社、1952
- 『発達心理学概説』辰野千寿共著、金子書房 大学教職課程シリーズ、1955
- 『青年心理学』辰野千寿共著、金沢書店、1957

### 翻訳
- コルヴイン『学習心理』大瀬甚太郎共訳、松邑三松堂、1920
- ジ・アール・ヱンゼル『機能心理学』大伴茂共訳、培風館、1927
- ダヴィッド・カッツ『ゲジタルト心理学』浅見千鶴子共訳、新書館、1962

## 論文
- 「本邦女子の性的成熟期に関する一考察」『教育心理研究』 第1巻 7号 1926
- 「性的成熟の条件」『教育心理研究』 第2巻 2号 1927
- 「学習曲線方程式 上中下」『教育心理研究』 第4巻 10号 1929 - 第5巻 2号 1930
- 「学習曲線の標識に関する学説」『教育心理研究』 第5巻 3号 1930
- 「書字動作の実験的研究」『東京文理科大学文科紀要』 1931
- 「続学習曲線方程式 上中下」『教育心理研究』 第6巻 1号 1931
- 「独逸心理学界の近況」『教育心理研究』 第6巻 11号 1931
- 「実験教育学の諸問題」『教育』 第1巻 6号 1933
- H. Keller と共著 "Ferben im Wechsel-Umfeld" (色の恒常), Zeitschrift für Psychologie und Physiologie der Sinnesorgane, 129, 1933
- 「クリュウゲルの全体性心理学について 上下」『教育心理研究』 第8巻 11号 1933・第9巻 1号 1934
- 「若い鶏を用いた一つの学習実験 (1) - (3)」『教育心理研究』 第9巻 3号・6号・8号 1934
- 「心理学上から見た訓練の諸問題」『教育心理研究』 第9巻 7号 1934
- 「作業の種類と練習 (第一報告)」『心理学研究』 第10巻 4輯 1935
- 「作業の種類と練習 (第二報告)」『教育心理研究』 第11巻 1号 1936
- 「学習に於ける成就成立に関する学説 上中下」『教育心理研究』 第11巻 4号 - 7号 1936
- 「学習能と練習の関係」 東京文理科大学教育学会編 『大瀬博士古希祝賀記念論文集』 寶文館 1935
- 「知覚経験に於ける色と形との分節化について」『教育心理研究』 第12巻 4号 1937
- 「時局と教育 (1) - (3)」『教育心理研究』 第12巻 11号・12号 1937・第14巻 4号 1939
- 「教育心理学の問題」『理想』 第99号 1939
- 「教養としての現代心理学の諸問題」『教育心理研究』 第15巻 4号 1940
- 「学習心理の基本問題」『教育心理研究』 第15巻 8号 1940
- 「生体発生並にその原始形態について」 東京文理科大学心理学教室編 『教育心理研究紀要』 培風館 第1輯 1941
- 「教育の心理学的基礎」『現代心理学 10. 教育心理学 I 』 河出書房 1943
- 「学習過程」『児童心理叢書 IX. 学習指導』 金子書房 1948
- 「児童心理学史綱」『児童心理叢書 I. 児童研究法』 金子書房 1949
- 「知能検査の信頼性と妥当性」『児童心理』 第4巻 3号 1950
- 「教育相談の原理と方法」『児童心理』 第4巻 5号 1950
- 「ダヴィット・カッツ」『心理学講座 1. 現代心理学』 中山書店 1953
- 「教育相談」『心理学講座 7. 臨床心理』 中山書店 1954
- 「ゲシタルト心理学」「児童心理学」「数学教育の心理」『教育研究事典』金子書房 1954
- 「欧米における児童心理学の発達」『児童心理学ハンドブック』 金子書房 1959

## 参考
- コトバンク
- 高砂美樹「P-2B-43 比較心理学者としての武政太郎(日本動物心理学会第61回大会発表要旨)」『動物心理学研究』第51巻第2号、日本動物心理学会、2001年12月、114頁、ISSN 09168419、NAID 110003152853。
- 『邦文心理学文献目録稿』 国立国会図書館支部上野図書館 1953
- 「武政太郎氏追悼記」『心理学研究』 第36巻 5号 1965 pp.278 - 279
- 古澤聡司 「青木誠四郎と武政太郎の戦前・戦中・戦後」 波多野誼余夫・山下恒男編 『教育心理学の社会史』 有斐閣 1987 pp.39 - 71
- 大泉溥 編 編『日本心理学者事典』クレス出版、2003年、652頁。ISBN 4-87733-171-9。